# Aurelius av Asturien
Aurelius av Asturien, död 774, var kung av Asturien mellan 768 och 774.